# 西成暴動

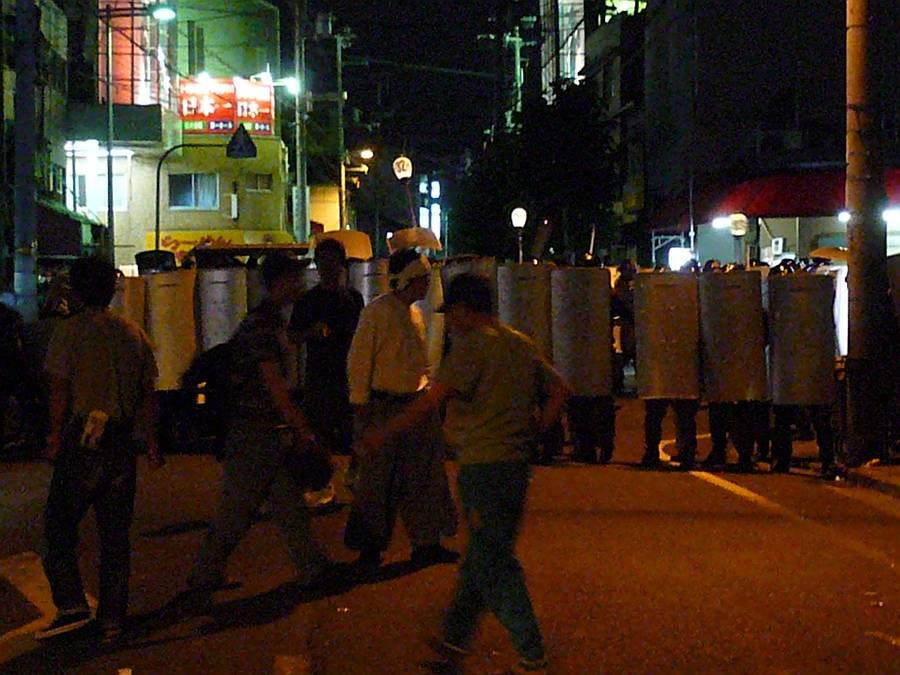
第24次的西成暴動（2008年6月）

西成暴動（日语：にしなりぼうどう），也被稱為釜崎暴動，是一個位於大阪府大阪市西成區愛鄰地區（又稱釜崎），由零工所帶領的暴動的總稱。

## 背景
作為暴動地點的愛鄰地區可說是堪比東京的山谷地區的一個，以宿民街(日文：ドヤ街，又稱寄場(寄せ場))為名的地區。事發是因零工受聘者的勞動條件極差，和遭手配師及暴力團的剋扣的怨念累積之下，進而使得他們想進行暴動。最初的暴動是發生於1961年。
而在1970年代時，日本新左翼派以窮民革命論為論點進入宿民街宣揚、開始煽動零工爭取權益。自第9次暴動至第21次暴動為止的13件暴動都集中在70年代前後。多為已經計畫好的暴動。
在1973年6月的第21次暴動之後17年間雖沒有暴動，但是在1990年發生了第22次暴動。第22次暴動也是進入平成時代第一個在日本發生的暴動事件。
在從1992年的第23次暴動之後的16年2008年，發生了第24次暴動。

## 西成暴動列表

### 1960年代
- 第1次暴動（1961年8月1日-8月5日）
因一個打零工的人遭到計程車輾斃的交通事故而產生的暴動。也為西成暴動的初始。
- 第2次暴動（1963年5月17日-5月19日）
因夜間作業的招聘意外地減少而引發的暴動。
- 第3次暴動（1963年12月31日-1964年1月5日）
招聘又比想像中的少而引發當地的暴動。
- 第4次暴動（1966年3月15日）
關於在站立居酒屋付錢的糾紛，打零工遭警察拘回而引發的暴動。
- 第5次暴動（1966年5月28日-5月30日）
在火災現場的野次馬突然暴徒化的事件。
- 第6次暴動（1966年6月21日-6月23日）
小鋼珠店的店員與打零工的爭執而引發的暴動。
- 第7次暴動（1966年8月26日）
因在蔬果店的糾紛而引發的暴動。
- 第8次暴動（1967年6月2日-6月8日）
在餐廳支付費用相關而引發的暴動。店內的備品幾乎被破壞殆盡。

### 1970年代
- 第9次暴動（1970年12月30日）
在年尾招娉突然急劇減少而產生的暴動。新左翼活動家的越年鬥爭也是從此次暴動後奠定。
- 第10次暴動（1971年5月25日-5月30日）
與夜間作業的招娉業者產生的衝突而以發的暴動。也因新左翼活動家的介入而暴動愈演愈烈。
- 第11次暴動（1971年6月13日-6月17日）
因簡易宿所的管理人員趕走睡在門口的零工而引發的暴動。
- 第12次暴動（1971年9月11日-9月15日）
蔬果店的店員因喝醉酒故意絆倒零工而引發的暴動。蔬果店最終遭縱火。
- 第13次暴動（1972年5月1日-5月2日）
請求釋放在釜崎勞動節遭逮捕的嫌疑犯而產生的暴動。也因新左翼活動家的介入，暴動也愈演愈烈。
- 第14次暴動（1972年5月28日-5月31日）
労働組合員と手配師との喧嘩に端を発する暴動。
- 第15次暴動（1972年6月28日-7月3日）
請求釋放第14次暴動檢舉人的新左翼活動家與遭煽動零工所爆發的暴動。
- 第16次暴動（1972年8月13日-8月16日）
釜崎共鬥會議（釜共闘）與右翼團體的爭執所引發的暴動。
- 第17次暴動（1972年9月11日-9月15日）
新開店的小鋼珠店因機械故障而直接先關店而引發的暴動。
- 第18次暴動（1972年10月3日-10月4日）
醫院職員與打零工之間衝突引發的暴動。
- 第19次暴動（1972年10月10日-10月11日）
釜共鬥與手配師之間的衝突而引發的暴動。
- 第20次暴動（1973年4月30日-5月1日）
對黃金週中招娉人在退減感到忿恨不平的零工在釜共鬥的煽動之下引起的暴動。
- 第21次暴動（1973年6月14日-6月30日）
由酒醉者吵架引起的暴動。

### 1990年代
- 第22次暴動（1990年10月2日-10月7日）
管轄愛鄰地區的大阪府警西成警察署中的署員遭暴力團賄賂的爭議而引發的暴動。
- 第23次暴動（1992年10月1日-10月3日）
因大阪市政府表示用於此地區的資金已經用盡，而引起民怨發起的暴動。

### 2000年代
- 第24次暴動（2008年6月13日-6月17日）
在餐廳付錢的糾紛、打零工的遭警察帶走而引發的暴動。

## 出處
- 大阪府警察史編集委員會編『大阪府警察40年の紀錄』大阪府警察本部、1998年